# Andreas Kiendl

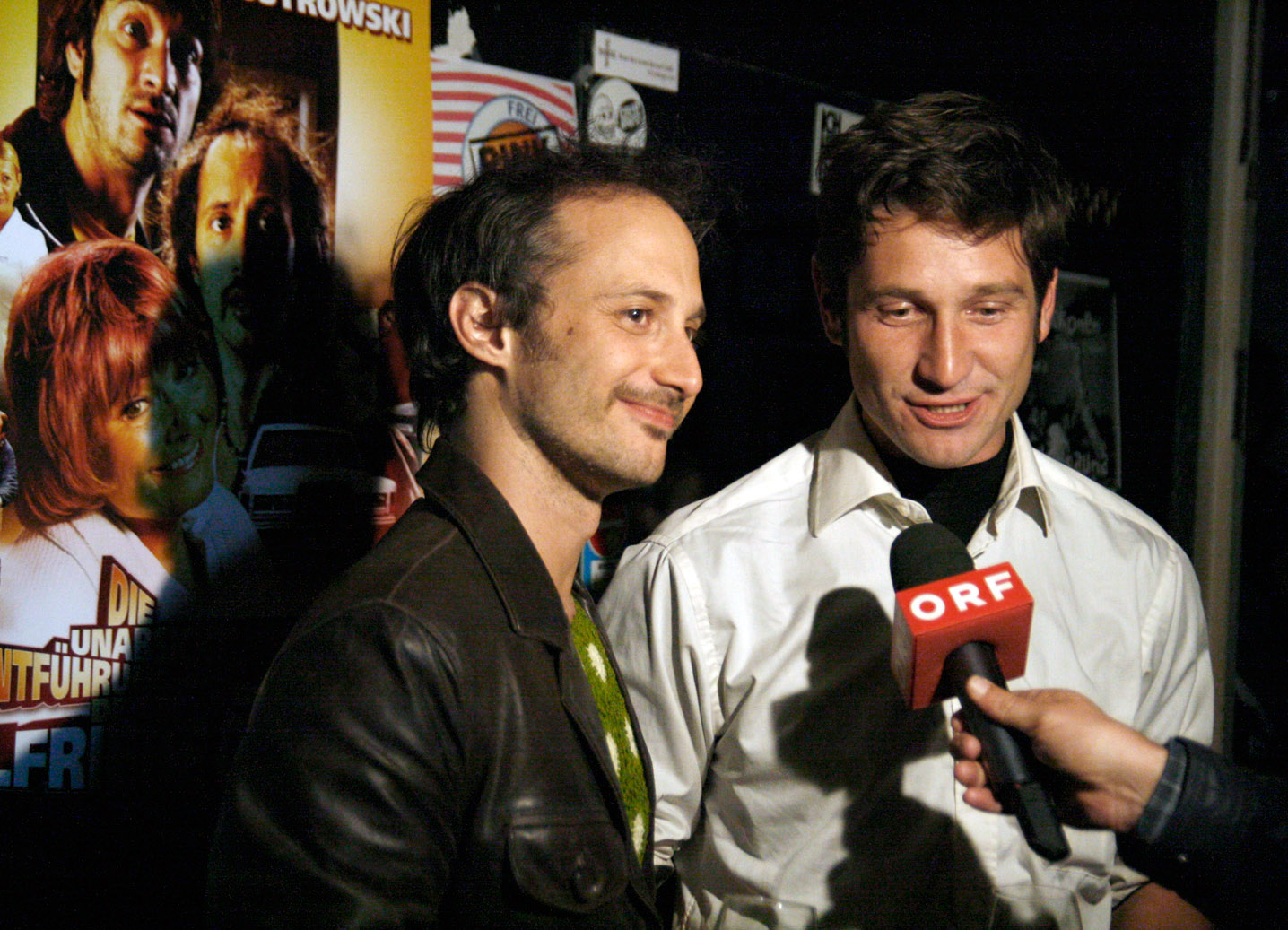
Andreas Kiendl (r.) mit Michael Ostrowski bei der Premierenparty für Die unabsichtliche Entführung der Frau Elfriede Ott (2010)

Andreas Kiendl (* 31. Dezember 1975 in Graz, Steiermark) ist ein österreichischer Schauspieler.

## Leben
Er wuchs in Deutschlandsberg auf. Bevor er ein Schauspielstudium an der Hochschule für Musik und darstellende Kunst in Graz aufnahm, studierte Kiendl sechs Semester Technische Chemie. Er hatte ab 1996 Engagements am Grazer Theater im Bahnhof (TiB), dem Steirischen Herbst und am Landestheater Linz, ehe er sein Filmdebüt mit Die Verhaftung des Johann Nepomuk Nestroy im Jahr 2003 hatte.
Als Filmdarsteller wirkte Andreas Kiendl in den Produktionen Nacktschnecken (2003, Regie: Michael Glawogger), Antares (2004, Regie: Götz Spielmann), In 3 Tagen bist du tot (Regie: Andreas Prochaska), Kotsch (Regie: Helmut Köpping) und zuletzt in Slumming (Regie: Michael Glawogger) mit. Von 2006 bis 2009 spielte er den Kommissar Klaus Lechner in der Krimiserie  SOKO Kitzbühel. Einem weiten Publikum wurde er durch den Film Die unabsichtliche Entführung der Frau Elfriede Ott als Bummelstudent Horst Wippel bekannt. In der ORF-Kriminalserie Janus verkörperte er den Staatsanwalt Konstantin Fink.
Im August 2019 wurde bekannt, dass er Michael Steinocher ab der 15. Staffel der Serie SOKO Donau als Ermittler Klaus Lechner nachfolgte.

### Privates
Andreas Kiendl ist mit der Schauspielerin Darina Dujmic liiert und hat einen Sohn und eine Tochter.

## Filmografie (Auswahl)
- 2003: Die Verhaftung des Johann Nepomuk Nestroy
- 2004: Antares
- 2004: Nacktschnecken
- 2005–2019: Vier Frauen und ein Todesfall (Fernsehserie, 21 Folgen)
- 2006: In 3 Tagen bist du tot
- 2006: Kotsch
- 2006: Slumming
- 2006: Mutig in die neuen Zeiten: Nur keine Wellen
- 2006–2010: SOKO Kitzbühel (Fernsehserie, 47 Folgen)
- 2007: Molly & Mops
- 2008: Der erste Tag
- 2008: In 3 Tagen bist du tot 2
- 2009: Seine Mutter und ich
- 2010: Furcht und Zittern
- 2010: Molly & Mops: Das Leben ist kein Guglhupf
- 2010: Die unabsichtliche Entführung der Frau Elfriede Ott
- 2011: Bollywood lässt Alpen glühen
- 2011: Die Vaterlosen
- 2011: Die Abstauber
- 2012: Verfolgt – Der kleine Zeuge
- 2012: Lilly Schönauer – Liebe auf den zweiten Blick
- 2012: Das Pferd auf dem Balkon
- 2013: Die Auslöschung
- 2013: Janus (Fernsehserie, 7 Folgen)
- 2014: Landkrimi – Steirerblut
- 2015: Am Ende des Sommers
- 2016: Was hat uns bloß so ruiniert
- 2016: Mein Fleisch und Blut
- 2017: Stadtkomödie – Die Notlüge
- 2017: Die Rosenheim-Cops – Der Schein trügt
- 2017: Schnell ermittelt – Viktor Urbach
- 2017: Tatort: Virus
- 2017: Trakehnerblut (Fernsehserie)
- 2018: Landkrimi – Grenzland
- 2018: Bier Royal
- 2019: Lena Lorenz – Ein neuer Anfang
- 2019: Vorstadtweiber (Fernsehserie, 6 Folgen)
- 2020:  Letzter Wille (Fernsehserie, 1 Folge)
- seit 2021: SOKO Donau (Fernsehserie)
- 2023: Schnell ermittelt – Nadja Brugger, Jakob Dinkelmann
- 2023: Bosnischer Topf (Bosanski Lonac)
- 2024: Trost und Rath – Tanz mit dem Teufel (Fernsehreihe)
- 2024: Schnell ermittelt (Fernsehserie, Folge Marco Gentile)
- 2025: Die Toten vom Bodensee – Die Medusa (Fernsehreihe)

## Publikationen
- 2019: Leibnitz, Roman, Gmeiner-Verlag, Meßkirch 2019, ISBN 978-3-8392-2494-6